# 87 î.Hr.

## Decese
- 29 martie: Wu, împărat din dinastia Han, China (n. 156 î.Hr.)